# Comté d'Edmunds
Le comté d'Edmunds est un comté situé dans l'État du Dakota du Sud, aux États-Unis. En 2010, sa population est de 4 071 habitants. Son siège est Ipswich.

## Histoire
Créé en 1873, le comté est nommé en l'honneur de Newton Edmunds, gouverneur du territoire du Dakota de 1863 à 1866.

## Villes du comté
- Cities :
  - Bowdle
  - Hosmer
  - Ipswich
  - Roscoe

## Démographie
Selon l'American Community Survey, en 2010, 86,98 % de la population âgée de plus de 5 ans déclare parler l'anglais à la maison, 12,55 % l'allemand et 0,47 % une autre langue.
| 1890  | 1900  | 1910  | 1920  | 1930  | 1940  |
| ----- | ----- | ----- | ----- | ----- | ----- |
| 4 399 | 4 916 | 7 654 | 8 336 | 8 712 | 7 814 |

| 1950  | 1960  | 1970  | 1980  | 1990  | 2000  |
| ----- | ----- | ----- | ----- | ----- | ----- |
| 7 275 | 6 079 | 5 548 | 5 159 | 4 356 | 4 367 |

| 2010  | - | - | - | - | - |
| ----- | - | - | - | - | - |
| 4 071 | - | - | - | - | - |